# Jilemnice
Jilemnice är en stad i Tjeckien.   Den ligger i regionen Liberec, i den norra delen av landet, 100 km nordost om huvudstaden Prag. Jilemnice ligger 462 meter över havet och antalet invånare är 5 777.
Terrängen runt Jilemnice är platt åt sydost, men åt nordväst är den kuperad.Runt Jilemnice är det ganska tätbefolkat, med 100 invånare per kvadratkilometer. Närmaste större samhälle är Vrchlabí, 7,5 km öster om Jilemnice. Omgivningarna runt Jilemnice är en mosaik av jordbruksmark och naturlig växtlighet.